# Organização dos Nacionalistas Ucranianos
A Organização dos Nacionalistas Ucranianos ou OUN (em ucraniano : Організація українських націоналістів, Orhanizatsiya ukrayins'kykh nationalistiv ou ОУН) é uma organização nacionalista de extrema direita fundada em 1929 por exilados ucranianos, na cidade de Viena.
A OUN tem como origem a Organização Militar Ucraniana, uma organização clandestina formada por antigos integrantes da República Popular da Ucrânia - o estado independente ucraniano criado após a Primeira Guerra Mundial e extinto em 1921 - e visavam sua restauração. Em 1929 o líder da OMU Yevhen Konovalets formou a Organização dos Nacionalistas Ucranianos após uma fusão da Organização Militar Ucraniana com vários outros grupos nacionalistas e separatistas.
O objetivo da OUN era a criação de um estado Ucraniano independente, após os territórios Ucranianos terem sidos anexados à União Soviética, Polônia, Checoslováquia e Romênia. Os métodos da OUN envolveriam a luta armada contra esses estados e a infiltração em partidos políticos legais, universidades e outras estruturas e instituições políticas. A ideologia da OUN é descrita como de extrema-direita e inspirada pelo Fascismo italiano. Inicialmente, a OUN agia na Ucrânia Ocidental, principalmente na região da Galícia Oriental, na época parte da Polônia.
Em 1940, a OUN se dividiu em duas partes após o assassinato do líder original da OUN Yevhen Konovalets pela NKVD. Os membros mais antigos e moderados apoiaram Andriy Melnyk e o OUN-M, enquanto os membros mais jovens e mais radicais apoiaram o OUN-B de Stepan Bandera (apelidados de "Banderitas").
Após o começo da Invasão da União Soviética pela Alemanha nazista em 1941. A OUN-B aproveitou a situação para declarar a independência da Ucrânia em Lviv no Ucrânia Ocidental, que seria um estado ucraniano independente unido e mono-étnico alinhado com a Alemanha que encompassaria a Ucrânia, Bielorrússia e partes da Polônia. Entretanto, a liderança alemã estava desinteressada em estabelecer um estado colaboracionista indepedente e suprimiu a liderança da OUN-B. Bandera e o vice-líder Yaroslav Stetsko chegaram e ser presos no Campo de concentração de Sachsenhausen. Como reação, em 1942, foi criado o braço armado da OUN, o Exército Insurreto Ucraniano (UPA), para lutar contra a Alemanha, União Soviética e Polônia.
Enquanto isso, a OUN-M começou a estabelecer uma administração civil na Ucrânia ocupada pela Alemanha nazista, principalmente na Ucrânia central e oriental, incluindo a capital Kiev. Em 1942 as autoridades alemãs - preocupados com a influência crescente da organização - organizaram um expurgo da OUN-M. Com isso, a influência da OUN cessou na Ucrânia oriental e central. Mas continuou na Ucrânia Ocidental - Galícia e Volínia - onde a OUN-B e a UPA continuaram ativas. Enquanto os alemães controlavam as grandes cidades e estradas principais, uma área grande no interior ficou sob o controle da OUN-B que foi capaz de criar um "estado" com bases militares, hospitais e escolas, envolvendo dezenas de milhares de pessoas.
Em 1943, as unidades de combate do UPA foram responsáveis por uma grande operação de limpeza étnica contra o povo polonês - os chamados massacres de Volínia -, quando cerca 100 000 civis poloneses teriam sido massacrados, na Volínia e Galícia Oriental, segundo estimativas de historiadores.
Após o final da Segunda Guerra Mundial, a UPA continuou ativa travando uma guerra de guerrilha contra as autoridades soviéticas até a década de 50. Enquanto a OUN continou ativa na diáspora ucraniana.